# Thamnopalpa argomitra
Thamnopalpa argomitra är en fjärilsart som beskrevs av Edward Meyrick 1925. Thamnopalpa argomitra ingår i släktet Thamnopalpa och familjen Lecithoceridae. Inga underarter finns listade i Catalogue of Life.